# Nicola Formichetti
Nicola Formichetti (født 31. maj 1977) er en italiensk-japansk "fashion director". Han er bedst kendt som kreativ direktør for det franske modehus MUGLER og for sit hyppige samarbejde med sangerinden og performance-kunstneren Lady Gaga. Formichetti er også kendt som fashion director for Vogue Hommes Japan. Han er skrivende redaktør på flere andre modemagasiner og er fashion director for tøjfirmaet Uniqlo. I november 2010 blev han omtalt som "en af de mest indflydelsesrige kræfter i modeverdenen i dag".